# I liga polska w rugby (1957)
I liga polska w rugby (1957) – pierwsza edycja najwyższej klasy ligowych rozgrywek klubowych rugby union w Polsce. Tytuł mistrza kraju zdobył AZS Warszawa.

## Utworzenie rozgrywek
Pierwszą drużynę rugby union w Polsce po II wojnie światowej założono w Murckach w 1954 r. W 1955 r. utworzono zespół w Stalingrodzie, a dwóch dziennikarzy – Wojciech Giełżyński z Dookoła Świata oraz Andrzej Karpiński ze Sportowca – podjęło starania w celu rozpropagowania rugby w Polsce. Za pośrednictwem swych redakcji złożyli w Głównym Komitecie Kultury Fizycznej (GKKF) plan zorganizowania rozgrywek. W listopadzie 1955 r. powołano Komisję Organizacyjną Polskiego Związku Rugby, a 14 grudnia 1955 GKKF oficjalnie uznał rugby za dyscyplinę uprawianą w Polsce. Rozpoczęły się szkolenia instruktorów, a w całej Polsce w krótkim czasie powstało ponad 20 drużyn rugby.

## Eliminacje do I ligi (1956)
W 1956 r. zorganizowano ogólnopolskie rozgrywki w celu wyłonienia drużyn, które w następnym sezonie miały grać w I lidze o mistrzostwo Polski. Rozgrywki zorganizowano w formie lig okręgowych (międzywojewódzkich):
| Liga                       | Liczba zespołów uczestniczących w rozgrywkach | Liczba zespołów awansujących do I ligi | Awans do I ligi                                   |
| -------------------------- | --------------------------------------------- | -------------------------------------- | ------------------------------------------------- |
| gdańsko-bydgoska           | 4                                             | 1                                      | AZS Gdańsk                                        |
| łódzka                     | 2                                             | 1                                      | Start Łódź                                        |
| stalinogrodzka (katowicka) | 8                                             | 3                                      | Polonia Bytom, Górnik Kochłowice, Górnik Katowice |
| warszawska                 | 7                                             | 2                                      | AZS AWFiS Warszawa, Grochów Warszawa              |
| wielkopolska               | 2                                             | 1                                      | Czarni Szczecin                                   |

Zwieńczeniem tego sezonu był mecz o Puchar Sportowca, w którym AZS AWFiS Warszawa pokonał Czarnych Szczecin 14:9.

## I liga
Rozgrywki I ligi toczyły się systemem wiosna–jesień, w formacie ligowym (każdy z każdym, mecz i rewanż). Pierwsze spotkanie odbyło się 30 marca 1957 w Bytomiu – AZS Warszawa pokonał Polonię Bytom 8:0. W toku sezonu drużyna rugby Polonii Bytom przeszła do Górnika Dymitrow Bytom, która ukończyła rozgrywki. Sezonu nie ukończyły drużyny Górnika Katowice (rozegrała tylko jedną rundę, z udziału w drugiej zrezygnowała z powodu kłopotów finansowych), Startu Łódź (rozegrała tylko jedną rundę) i Czarnych Szczecin (wycofała się z rozgrywek w październiku z powodu kłopotów finansowych).

### Wyniki spotkań
Wyniki spotkań:
|                               | AZS Warszawa | Polonia/Górnik Dymitrow Bytom | Górnik Kochłowice | AZS Gdańsk | Grochów Warszawa | Czarni Szczecin | Start Łódź      | Górnik Katowice |
| AZS Warszawa                  | –            | 6:9                           | 28:0              | 28:3       | 35:3             | 33:3            | 14:3            | 9:0 (wo)        |
| Polonia/Górnik Dymitrow Bytom | 0:8          | –                             | 3:3               | 11:0       | 8:6              | 9:0 (wo)        | 9:0 (wo)        | 14:5            |
| Górnik Kochłowice             | 6:17         | 12:13                         | –                 | 9:5        | 19:6             | 6:6             | 17:6            | 23:3            |
| AZS Gdańsk                    | 0:30         | 18:14                         | 3:3               | –          | 9:9              | 9:0 (wo)        | 9:0 (wo)        | 9:0 (wo)        |
| Grochów Warszawa              | 6:8          | 6:22                          | 23:6              | 8:6        | –                | 16:0            | 9:0             | 9:0 (wo)        |
| Czarni Szczecin               | 0:9 (wo)     | 9:0 (wo)                      | 0:6               | 0:9 (wo)   | 6:0              | –               | 6:6             | 9:0 (wo)        |
| Start Łódź                    | 0:9 (wo)     | 9:0 (wo)                      | 0:9 (wo)          | 3:6        | 8:6              | 0:9 (wo)        | –               | 3:8             |
| Górnik Katowice               | 0:9 (wo)     | 0:9 (wo)                      | 9:12              | 0:9 (wo)   | 9:3              | 9:9             | (obustronny wo) | –               |

### Tabela końcowa
W czerwonych wierszach drużyny, które nie ukończyły rozgrywek.
| Miejsce | Drużyna               | Punkty | Bilans punktów |
| ------- | --------------------- | ------ | -------------- |
| 1.      | AZS Warszawa          | 40     | 265:48         |
| 2.      | Górnik Dymitrow Bytom | 31     | 116:76         |
| 3.      | Górnik Kochłowice     | 31     | 131:122        |
| 4.      | AZS Gdańsk            | 30     | 95:115         |
| 5.      | Grochów Warszawa      | 25     | 109:136        |
| 6.      | Czarni Szczecin       | 21     | 57:112         |
| 7.      | Start Łódź            | 12     | 38:120         |
| 8.      | Górnik Katowice       | 11     | 44:144         |

## II liga
Jednocześnie z rozgrywkami I ligi toczyły się rozgrywki II ligi obejmujące drużyny, które nie zakwalifikowały się do I ligi. Zorganizowano je w formie lig okręgowych:
| Okręg      | Liczba zespołów | Awans do I ligi   |
| ---------- | --------------- | ----------------- |
| gdański    | 5               | Posnania Poznań   |
| katowicki  | 4               | Juvenia Kraków    |
| warszawski | 4               | Varsovia Warszawa |